# Sigmatek
Die Sigmatek GmbH & Co KG (Eigenschreibung SIGMATEK) ist ein familiengeführtes österreichisches Unternehmen mit Sitz in Lamprechtshausen bei Salzburg, das international im Bereich Automatisierungstechnik tätig ist.

## Geschichte
1988 wurde das Unternehmen gegründet und mit MODAS eine eigene SPS präsentiert, mit deren Hilfe erste Projekte im Bereich Robotersteuerung umgesetzt wurden. Drei Jahre später erfolgte der Einstieg in die glastechnische Industrie und Spritzgusstechnik. Ab 1993 verwendete Sigmatek den CAN-Bus zur Kommunikation seines SPS-Systems und erhielt mit SigmaControl in den Niederlanden den ersten Vertriebspartner. 1994, sechs Jahre nach Firmengründung, erfolgte aus Platzgründen der Umzug ins neue Firmengebäude.
Das Steuerungssystem DIAS erlaubte 1996 erstmals eine dezentrale Anordnung von SPS-Modulen und die Übermittlung von bis zu 2,5 Millionen I/O-Signalen pro Sekunde. Im Jahr 2000 wurde das im Haus entwickelte objektorientierte Engineering Tool LASAL präsentiert. Im Folgejahr erweiterte Sigmatek das Stammwerk in Lamprechtshausen um das Innovation Center.
2002 wurde mit C-DIAS die Weiterentwicklung des Steuerungssystems vorgestellt, die Kommunikation erfolgt mit bis zu 30 Millionen I/Os pro Sekunde. 2006 wurde VARAN präsentiert, für dessen Entwicklung Sigmatek den Innovationspreis der Salzburger Wirtschaft erhielt. Zwei Jahre später übernahm die Firma die Entwicklungsabteilung von Sdrive und vergrößerte das Werksgelände in Lamprechtshausen um ein weiteres Gebäude.
2012 präsentierte das Unternehmen auf der SPS IPC Drives in Nürnberg das modulare S-DIAS System. 2015 folgte mit dem DIAS-Drive 1000 ein Kompaktdrive zur Ansteuerung von bis zu 6 Servoachsen. 2018 wurde eine weitere Erweiterung der Firmenzentrale in Lamprechtshausen abgeschlossen. Anwenderkomfort beim mobilen Bedienen: Das wireless Bedienpanel HGW 1033 mit Safety-Funktionen erhält 2019 die TÜV-Zertifizierung.

## Unternehmen
Sigmatek bietet für Maschinen- und Anlagenbauer sowohl Gesamtlösungen als auch modulare Einzelkomponenten an. Besonderes Augenmerk wird dabei auf Skalierbarkeit und Erweiterbarkeit gelegt. Mit LASAL präsentierte Sigmatek im Jahr 2000 als erste Firma in der Automatisierungsbranche eine Software zur objektorientierten Programmierung und gilt deshalb als Vorreiter auf diesem Gebiet. Anfang 2006 wurde VARAN vorgestellt, ein hart echtzeitfähiges Ethernet-Bussystem, das eigens für den Einsatz in der industriellen Automatisierung entwickelt wurde.
Der Entwicklungs- und Produktionsstandort Lamprechtshausen wurde im Lauf der Zeit weiter ausgebaut. Mit ca. 420 Angestellten ist der Großteil der weltweit 500 Mitarbeiter in der Zentrale tätig. Das Unternehmen befindet sich seit der Gründung 1988 durch Andreas Melkus, Theodor Kusejko und Marianne Kusejko durchgehend in Familienbesitz. Seit Mai 2017 ist Alexander Melkus Teil der Geschäftsführung. 2022 ziehen sich Andreas Melkus und Theodor Kusejko aus der aktiven Unternehmensführung zurück. Marianne Kusejko und Alexander Melkus bilden nun die Geschäftsführung von SIGMATEK.

## Standorte
Drei Jahre nach Firmengründung wurde 1991 mit der SIGMATEK GmbH Deutschland die erste Niederlassung außerhalb Österreichs gegründet. Der erste Standort außerhalb Europas wurde 2001 in Ohio, USA, geschaffen. In weiterer Folge entstand 2007 in China das SIGMATEK Ningbo Office, bevor ein Jahr später eine Zweigstelle in der Schweiz eröffnet wurde. Im selben Jahr wurde die Entwicklungsabteilung von Sdrive übernommen. Seit 2012 gibt es mit dem Entwicklungsbüro in Wien einen zweiten Standort in Österreich. 2013 folgte eine Niederlassung in Großbritannien, 2016 eine in Korea.
Heute verfügt Sigmatek weltweit über 8 Standorte und 15 Vertriebspartner.

## Produkte
Die Sigmatek GmbH & Co. KG deckt einen weiten Bereich in der Automatisierungstechnik ab. Unter anderem werden modulare Komponenten in folgenden Bereichen hergestellt und vertrieben:
- Speicherprogrammierbare Steuerungen (SPS) und modulares I/O System S-DIAS
- Industrie-PC
- Embedded-PC
- Touch-Panels (kabelgebunden oder drahtlos, Multitouch, Widescreen, HTML5 Web)
- Servoverstärker,
- Integrierte Safety (Sicherheitssteuerung)
- Objektorientierung in der Programmierung
- Echtzeit-Betriebssysteme